# Ubaldo I Visconti
Ubaldo I Visconti, conosciuto anche come Ubaldo Visconti di Eldizio (... – 1230), è stato un politico italiano fu governatore di fatto del Giudicato di Cagliari.

## Biografia
Era un membro della famiglia dei Visconti di Pisa; con suo fratello Lamberto Visconti conquistò Cagliari e poi, quando quest'ultimo sposò la Giudicessa Benedetta, governò in vece sua.
Suo nonno, Alberto Visconti di Pisa, fu Patrizio della città toscana, carica che assunse anche suo padre Eldizio Visconti di Pisa, il quale divenne poi anche Console (1184-1185). Ubaldo e suo fratello Lamberto Visconti ricoprirono anch'essi la carica di Patrizi e poi quella di Podestà. La nonna di Ubaldo fu Aligarda, mentre sua madre era una figlia del Giudice Pietro Torchitorio III.
Attorno al 1200 Ubaldo stava aiutando il Giudice Guglielmo I Salusio IV su ordine della Repubblica di Pisa, nella sua guerra contro il Giudice Comita III di Logudoro, quando i due Giudici stabilirono accordi di pace.
Nel 1212 Pisa venne scossa dalle lotte interne tra una fazione pro-viscontea e una anti-viscontea. Verso la metà di gennaio del 1213 le forze anti-viscontee pisane guidate da Guglielmo (Salusio IV Giudice di Cagliari nonché Marchese di Massa) ed appoggiate da Massa, Pistoia, dalle milizie de suocero Guido Guerra III oltre che da fuoriusciti lucchesi si scontrarono nei pressi del fiume Frigido ed ebbero la peggio contro le truppe di Ubaldo e del deposto Podestà di Pisa, Goffredo Musto Visconti che comandavano la parte avversa composta principalmente da fuoriusciti pisani e da cittadini lucchesi. Dopo la vittoria dei Visconti al governo Pisa vengono nominati quattro Rettori, dei quali uno appartenente proprio alla consorteria dei Visconti.
Nel 1214 Ubaldo e suo fratello Lamberto colsero l'occasione per lanciare un'offensiva contro i Giudicati di Cagliari e Arborea, ma vennero respinti dalle forze del Giudice Comita e della Repubblica di Genova. La guerra continuò sul mare, ma venne fermata grazie all'intervento di Papa Onorio III che forzò Comita a far pace con Pisa nel 1217.
Nel 1215, approfittando della debolezza di Benedetta di Cagliari, Lamberto Visconti raccolse una vasta flotta e sbarcò un esercito a Cagliari, dove occupò la collina che diventerà nota come "Castel di Castro di Cagliari", che dominava la città, e la fortificò. Quindi lasciò al fratello Ubaldo I il compito di conquistare il resto del territorio. La Giudicessa venne quindi costretta a fuggire dalla sua capitale e rifugiarsi nell'interno del Giudicato. Quindi nel 1217 Ubaldo costrinse Benedetta a cedere formalmente il Giudicato ed essa lo ricevette in cambio come vassalla del Console di Pisa.
A Cagliari però scoppiarono dei tumulti tra i Sardi ed i Pisani, perciò Benedetta e suo marito, Barisone Torchitorio IV, si allearono con il Giudice Comita e con Genova nella speranza di sradicare l'influenza pisana.
Nel frattempo sia Lamberto Visconti che Benedetta di Cagliari rimasero vedovi, perciò Ubaldo arrangiò il matrimonio tra suo fratello e Benedetta stessa. I due così si sposarono nel 1220, nonostante le obiezioni papali.
Nel 1230 Ubaldo, che controllava Cagliari sin dal 1215, morì. Suo nipote, il figlio di Lamberto, Ubaldo II occupò immediatamente la sua posizione, mentre il figlio di Ubaldo, Giovanni ereditò la Gallura.